# Omar Ghanbarzehi
Omar Mokhtar Ghanbarzehi, född 21 september 1984 i Iran, är en svensk före detta brottare. Han blev svensk mästare i brottning (fristil) 2002, årets sportsman 2002, vann ungdoms-SM i fristil 1998 och blev trea i ungdoms-SM fristil 1999.